# Argylia farnesiana
Argylia farnesiana là một loài thực vật có hoa trong họ Chùm ớt. Loài này được Gleisner & Ricardi mô tả khoa học đầu tiên năm 1969.